# Tinglayan
Tinglayan è una municipalità di quinta classe delle Filippine, situata nella Provincia di Kalinga, nella Regione Amministrativa Cordillera.
Tinglayan è formata da 20 baranggay:
- Ambato Legleg
- Bangad Centro
- Basao
- Belong Manubal
- Butbut (Butbut-Ngibat)
- Bugnay
- Buscalan (Buscalan-Locong)
- Dananao
- Loccong
- Lower Bangad
- Luplupa
- Mallango
- Ngibat
- Old Tinglayan
- Poblacion
- Sumadel 1
- Sumadel 2
- Tulgao East
- Tulgao West
- Upper Bangad